# Andrew Whittington
 Andrew Whittington  (nacido el 11 de agosto de 1993) es un tenista profesional australiano, nacido en la ciudad de Melbourne. 

## Carrera
Su mejor ranking individual es el Nº 326 alcanzado el 4 de abril de 2016, mientras que en dobles logró la posición 90 el 8 de septiembre de 2014.
Ha logrado hasta el momento 1 títulos de la categoría ATP Challenger Tour en la modalidad de dobles, así como también ha obtenido varios títulos Futures tanto en individuales como en dobles.

### 2012
Debutó en el Open de Australia gracias a una invitación por parte de la organización del torneo. Lo hizo en la modalidad de dobles teniendo a su compatriota Luke Saville como pareja. Perdieron tempranamente en primera ronda ante los también australianos e invitados Colin Ebelthite y Marinko Matosevic por un marcador de 0-6, 3-6.

### 2014
Este año vuelve a recibir una invitación para disputar el dobles del Abierto de Australia 2014, esta vez junto a Alex Bolt. Pero esta vez lo hacen con gran suceso, sorprendiendo a todos. En primera ronda vencen por 2-1 y retiro ante Julian Knowle y Vasek Pospisil. En segunda ronda, dan el batacazo al derrotar a los terceros favoritos del torneo, la pareja española David Marrero y Fernando Verdasco por 7-6 y 6-3. En tercera ronda, vuelven a vencer a otra pareja española, esta vez a Pablo Carreño y Guillermo García López en tres apretados sets (6-7, 7-6, 7-5). Culminan su gran actuación, cayendo derrotados en cuartos de final ante los octavos favoritos y experientes Daniel Nestor y Nenad Zimonjić.
En el mes de mayo ganó su primer título en la categoría ATP Challenger Tour. Junto a su compatriota Alex Bolt ganaron el título de dobles del Challenger de Yunnan 2014 derrotando en la final a la pareja formada por el británico Daniel Cox y el chino Maoxin Gong.

## Títulos; 2 (0 + 2)
| Leyenda                     | Individuales | Dobles |
| --------------------------- | ------------ | ------ |
| Grand Slam                  | 0            | 0      |
| ATP World Tour Finals       | 0            | 0      |
| ATP World Tour Masters 1000 | 0            | 0      |
| ATP World Tour 500 Series   | 0            | 0      |
| ATP World Tour 250 Series   | 0            | 0      |
| ATP Challenger Series       | 0            | 2      |

### Dobles
| N.º | Fecha      | Torneo                 | Superficie | Compañero | Oponentes en la final       | Resultado |
| --- | ---------- | ---------------------- | ---------- | --------- | --------------------------- | --------- |
| 1.  | 02.05.2014 | Challenger de Yunnan   | Dura       | Alex Bolt | Daniel Cox Maoxin Gong      | 6-4, 6-3  |
| 2.  | 11.11.2015 | Challenger de Canberra | Dura       | Alex Bolt | Brydan Klein Dane Proppagia | 7-6, 6-3  |